# Mumu (Turgenew)

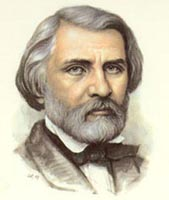
Iwan Turgenew im Jahr 1859

Mumu (russisch Муму) ist eine Novelle des russischen Schriftstellers Iwan Turgenew, die 1854 im Sowremennik erschien. Der Autor hatte den Text im April 1852 im Polizeigefängnis verfasst. Schwarz versteht die Novelle als Anklage gegen die Leibeigenschaft.
Friedrich von Bodenstedts Übertragung ins Deutsche kam 1864 in der Rieger’schen Universitäts-Buchhandlung München heraus. 1921 folgte die Übersetzung ins Hebräische, 1945 ins Englische (Shoenberg und Domb) und 1978 ins Aserbaidschanische (Ămin Ăfăndii̐ev).

## Inhalt
Eine bejahrte, verwitwete Gutsherrin hält in Moskau Hof. Aus ihrem Dorf hat sie den hünenhaften Fronbauern Garassim kommen lassen. Der Leibeigene, taubstumm von Geburt an, dient als Hausknecht sowie als zuverlässiger und starker Wächter. Die Landadelige kann den arbeitsamen Garassim gut leiden. Nachdem sich der Hausknecht eingelebt hat, findet er an der 28-jährigen Wäscherin Tatjana Gefallen. Die Herrin aber verheiratet Tatjana mit dem Schuster Kapiton Klimow, einem unverbesserlichen Trinker. Die Gutsherrin kommt mit Klimow nicht zurecht und expediert ihn zusammen mit seiner Frau in ein entlegenes Dorf. Garassim begleitet Tatjana bis zum Stadttor an die Moskwa und gibt der Wäscherin nach russischem Brauch den Abschiedskuss. Bevor der Hausknecht das Moskwa-Ufer verlässt und auf den Hof seiner Herrin zurückkehrt, rettet er in der Nähe der Krimfurt eine junge Hündin aus dem Uferschlick vor dem Ertrinken. Garassim päppelt daheim Mumu, wie er das Tier nennt, auf. Alle im Hause gewinnen Mumu mit der Zeit lieb. Ins Herrenhaus geht Mumu nie. Als die gnädige Frau sich für das Hündchen interessiert, muss es der Lakai Stepan einfangen und der Herrin bringen. Mumu zeigt die Zähne. Die Herrin befiehlt, der bösartige Köter soll ihr aus den Augen. Stepan veräußert Mumu hinter Garassims Rücken auf dem Trödelmarkt. Vergeblich sucht der betrübte Knecht seinen kleinen Liebling.

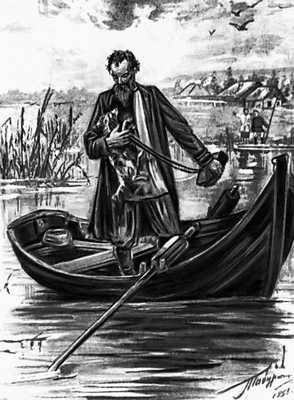
Garassim ertränkt Mumu. Zeichnung von Wladimir Amosowitsch Taburin aus den 1890er Jahren.

Mumu läuft im Frühsommer mit abgerissener Leine am Hals dem Stummen wieder zu. Der Haushofmeister Gawrilo überbringt Garassim in einer Gebärdensprache unmissverständlich die Weisung der Herrin: Mumu ist zu töten. Garassim vollstreckt das Todesurteil; ertränkt Mumu an der Krimfurt in der Moskwa, marschiert durch die Sommernacht in sein entferntes Dorf und beteiligt sich dort als Schnitter an der Ernte.
Zunächst will die Herrin Garassim zurückhaben. Dann überlegt sie es sich anders. Undankbare Bauern kann die Herrin in Moskau nicht brauchen.
Die Adelige stirbt. Ihre Erben lassen Garassim in seinem Heimatdorf unbehelligt. Den Frauen schaut Garassim  nicht mehr nach. Auf einen neuen Hund verzichtet er. Der Volksmund redet über den bärenstarken Stummen: „… was soll er sich einen Hund halten! Auf seinen Hof schleppt man nicht einmal mit Gewalt einen Dieb!“

## Rezeption
Schwarz schreibt: „… wie roh und lieblos, wie kalt und launenhaft, wie brutal und leer ist das Innere … der Guts- und Seelenbesitzerin.“ Turgenew habe als Vorbild der Gutsbesitzerin die eigene Mutter genommen.

## Verfilmungen
- 1959 Mumu[8] – Film von Jewgeni Jefimowitsch Teterin und Anatoli Alexejewitsch Bobrowski
- 1987 Mumu – Film von  Walentin Alexandrowitsch Karawajew
- 1998 Mumu[9] – Film von Juri Wjatscheslawowitsch Grymow

## Deutschsprachige Ausgaben
- I. S. Turgenieff: Mumu. Erich Matthes, Leipzig 1924. Übers. Herbert von Hoerner, Illustr. Karl Mahr.
- Iwan Turgenew: Mumu. Leinmüller, Wien 1947. (Reihe Zwei-Sprachen-Bücher Russisch-Deutsch Bd. 4)
- Iwan Turgenew: Mumu. Eine Erzählung. Deutsch von Maria Einstein (1890–1975), Illustrationen von Ewald Meyer. Volk und Wissen, Berlin und Leipzig 1949 (Volk und Wissen Sammelbücherei, Heft 35)
- Mumu, S. 45–82 in: Iwan Turgenew: Gesammelte Werke. Bd. 5. Novellen. Herausgegeben und aus dem Russischen übertragen von Johannes von Guenther. Aufbau-Verlag, Berlin 1952.
- Iwan Turgenew: Mumu, S. 69–96 in: Tomas Vollhaber: „Die Taubstumme“ und andere Erzählungen über Gehörlose. Signum Verlag, Hamburg 1998.

Verwendete Ausgabe:
- Mumu. Übertragen von Ekkehard Jäkel, S. 7–45 in: Iwan Turgenew: „Erste Liebe“ und andere Novellen. Mit einem Nachwort von Friedrich Schwarz. Dieterich’sche Verlagsbuchhandlung, Leipzig, 3. Aufl. 1968.